# Foyles

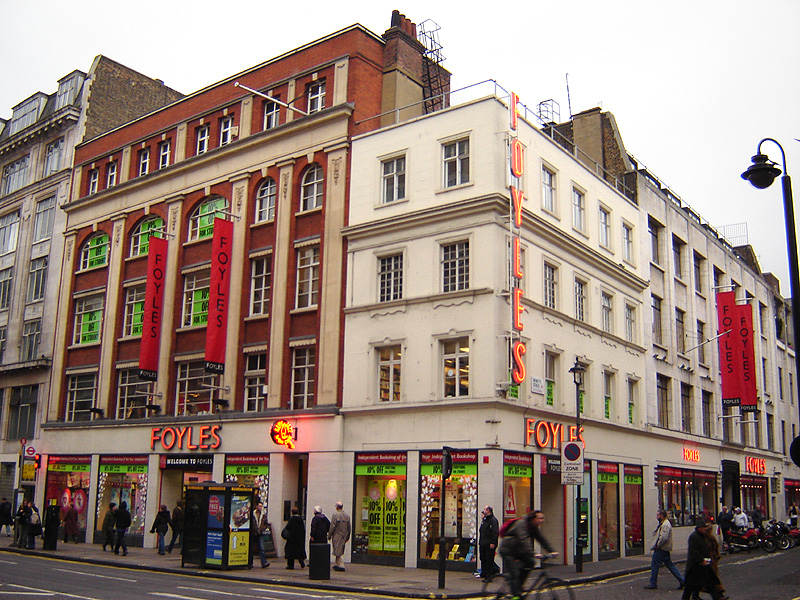
Foyles im Jahre 2006

W & G Foyle Ltd. ist ein britisches Buchhandelsunternehmen, das unter dem Markennamen Foyles sieben Buchhandlungen in England betreibt. Der Flagship-Store befindet sich an der Charing Cross Road in London.

## Geschichte
Die Firma wurde 1903 von den Gebrüdern William und Gilbert Foyle gegründet und zog 1906 an ihren jetzigen Standort um.
Als den Brüdern nach nicht bestandenen Eintrittsprüfungen eine Beamtenlaufbahn verwehrt blieb, boten sie ihre überflüssig gewordenen Fachbücher zum Kauf an und wurden von Kaufangeboten förmlich überschwemmt. Dies regte sie dazu an, als Buchhändler tätig zu werden, wobei sie anfänglich von zuhause aus mit gebrauchten Büchern handelten.
Foyles war für eine gewisse Zeit im Guinness-Buch der Rekorde als die größte Buchhandlung der Welt in Bezug auf Regalfläche und die Anzahl der präsentierten Bücher verzeichnet. Nach wie vor ist Foyles eine der größten Buchhandlungen in England und verfügt auch über einen Onlineshop.
Bis Ende des 20. Jahrhunderts war Foyles berühmt (oder berüchtigt) für seine exzentrischen Praktiken, unter anderem:
- die Anordnung der Bücher nach Verlagen statt nach Themen oder Autoren,
- ein Bezahlsystem, das von den Kunden verlangte, zweimal anzustehen – an einem Schalter, um sich eine Rechnung für das Buch ausstellen zu lassen, und danach an einem anderen, um die Rechnung zu bezahlen,
- die Angabe einer Telefonnummer, deren einziger Zweck es war, eine aufgezeichnete Nachricht wiederzugeben, die darauf hinwies, dass keine Anrufe entgegengenommen werden,
- unverkaufte Bücher, die seit Jahren aus den Verlagskatalogen gestrichen (vergriffen) waren und immer noch in den Regalen lagen.

Jedoch wurden die Buchhandlung und ihre Praktiken nach dem Tod der Eigentümerin Christina Foyle im Jahre 1999 und mit der Geschäftsübernahme durch ihren Neffen Christopher modernisiert. Das Ladengeschäft wurde dadurch effizienter, jedoch sind viele Stammkunden der Ansicht, dass es auch Teile seines Charmes eingebüßt hat.
Foyles ist auch bekannt für seine literarischen Mittagessen, die seit 1930 durchgeführt werden. 2005 eröffnete Foyles eine Filiale bei der Royal Festival Hall an der South Bank. 2006 wurde angekündigt, dass Pläne bestehen, weitere Ladengeschäfte beim Hampton Court Palace und dem Tower of London zu eröffnen. Ein Geschäft befindet sich im Bahnhof St Pancras.
Der Vorsitzende Christopher Foyle ist auch Vorsitzender und CEO der Luftfahrtfirma Air Foyle HeavyLift.
Seit Juni 2014 ist Foyles auch im Gebäude 107 Charing Cross Road in unmittelbarer Nähe zum alten Sitz vertreten. Das Gebäude aus den 1930er Jahren wurde bis 2011 vom Central Saint Martins College of Art and Design genutzt.
Im September 2018 wurde bekannt, dass Foyles von Waterstones gekauft wird.